# World Baseball Classic 2013
Il World Baseball Classic 2013 è stato la terza edizione della World Baseball Classic, competizione internazionale di baseball organizzata dalla Major League Baseball e dalla IBAF (International Baseball Federation). La competizione si è giocata dal 2 al 19 marzo 2013, durante lo spring-training dei campionati delle nazioni partecipanti. La Repubblica Dominicana ha vinto il trofeo per la prima volta, battendo in finale Porto Rico.

## Qualificazioni
A differenza delle prime due edizioni, era prevista una fase di qualificazione.
Le prime 12 classificate del World Baseball Classic 2009 sono state ammesse direttamente alla fase finale; le altre 4 squadre sono uscite dalle qualificazioni, a cui hanno partecipato 16 nazionali.

### Squadre qualificate
| Confederazione   | Qualificazione              | Squadre qualificate                                           |
| ---------------- | --------------------------- | ------------------------------------------------------------- |
| BCO (Oceania)    | World Baseball Classic 2009 | Australia                                                     |
| BFA (Asia)       | World Baseball Classic 2009 | Cina Giappone Corea del Sud                                   |
| BFA (Asia)       | Torneo di qualificazione 4  | Taipei cinese                                                 |
| CEB (Europa)     | World Baseball Classic 2009 | Italia Paesi Bassi                                            |
| CEB (Europa)     | Torneo di qualificazione 1  | Spagna                                                        |
| COPABE (America) | World Baseball Classic 2009 | Cuba Rep. Dominicana Messico Porto Rico Stati Uniti Venezuela |
| COPABE (America) | Torneo di qualificazione 2  | Canada                                                        |
| COPABE (America) | Torneo di qualificazione 3  | Brasile                                                       |

## Stadi
Gli incontri si sono disputati in otto stadi di quattro diverse nazioni: Giappone, Porto Rico, Stati Uniti e Taiwan.
| Gruppo A - Fukuoka                 | Gruppo B - Taichung                        | Gruppo C - San Juan  | Gruppo D - Phoenix     |
| ---------------------------------- | ------------------------------------------ | -------------------- | ---------------------- |
| Fukuoka Dome                       | Taichung Intercontinental Baseball Stadium | Stadio Hiram Bithorn | Chase Field            |
| Capacità: 38.561                   | Capacità: 19.000                           | Capacità: 18.000     | Capacità: 49.539       |
|                                    |                                            |                      |                        |
| Gruppo D - Scottsdale              | Gruppo 1 - Tokyo                           | Gruppo 2 - Miami     | Finale - San Francisco |
| Salt River Fields at Talking Stick | Tokyo Dome                                 | Marlins Park         | AT&T Park              |
| Capacità: 11.000                   | Capacità: 42.000                           | Capacità: 36.742     | Capacità: 41.915       |
|                                    |                                            |                      |                        |

## Gironi
| Gruppo A                   | Gruppo B                                          | Gruppo C                                    | Gruppo D                          |
| -------------------------- | ------------------------------------------------- | ------------------------------------------- | --------------------------------- |
| Giappone Cina Cuba Brasile | Corea del Sud Paesi Bassi Australia Taipei cinese | Venezuela Porto Rico Rep. Dominicana Spagna | Stati Uniti Messico Italia Canada |

## Prima fase

### Gruppo A

#### Classifica
| Squadra  | V | P | Avg.  | PF | PS |
| -------- | - | - | ----- | -- | -- |
| Cuba     | 3 | 0 | 1.000 | 23 | 5  |
| Giappone | 2 | 1 | 0.667 | 13 | 11 |
| Cina     | 1 | 2 | 0.333 | 7  | 19 |
| Brasile  | 0 | 3 | 0.000 | 7  | 15 |

### Gruppo B

#### Classifica
| Squadra       | V | P | Avg.  | PF | PS |
| ------------- | - | - | ----- | -- | -- |
| Taipei cinese | 2 | 1 | 0.667 | 14 | 7  |
| Paesi Bassi   | 2 | 1 | 0.667 | 12 | 9  |
| Corea del Sud | 2 | 1 | 0.667 | 9  | 7  |
| Australia     | 0 | 3 | 0.000 | 2  | 14 |

### Gruppo C

#### Classifica
| Squadra         | V | P | Avg.  | PF | PS |
| --------------- | - | - | ----- | -- | -- |
| Rep. Dominicana | 3 | 0 | 1.000 | 19 | 8  |
| Porto Rico      | 2 | 1 | 0.667 | 11 | 7  |
| Venezuela       | 1 | 2 | 0.333 | 17 | 21 |
| Spagna          | 0 | 3 | 0.000 | 9  | 20 |

### Gruppo D

#### Classifica
| Squadra     | V | P | Avg.  | PF | PS |
| ----------- | - | - | ----- | -- | -- |
| Stati Uniti | 2 | 1 | 0.667 | 17 | 11 |
| Italia      | 2 | 1 | 0.667 | 22 | 15 |
| Canada      | 1 | 2 | 0.333 | 18 | 26 |
| Messico     | 1 | 2 | 0.333 | 13 | 18 |

## Seconda fase

### Gruppo 1
|  |                         |                         |                         |                         |                         |                         |             |            |             |             |        |        |        |
|  | Quarti di finale        | Quarti di finale        | Quarti di finale        |                         |                         | Semifinale              | Semifinale  | Semifinale |             |             | Finale | Finale | Finale |
|  | Quarti di finale        | Quarti di finale        | Quarti di finale        |                         |                         | Semifinale              | Semifinale  | Semifinale |             |             | Finale | Finale | Finale |
|  |                         |                         |                         |                         |                         |                         |             |            |             |             |        |        |        |
|  |                         |                         |                         |                         |                         |                         |             |            |             |             |        |        |        |
|  | B2                      | Paesi Bassi             | 6                       |                         |                         |                         |             |            |             |             |        |        |        |
|  | B2                      | Paesi Bassi             | 6                       |                         |                         |                         |             |            |             |             |        |        |        |
|  | A1                      | Cuba                    | 2                       |                         |                         | Paesi Bassi             | Paesi Bassi | 4          |             |             |        |        |        |
|  | A1                      | Cuba                    | 2                       |                         |                         | Paesi Bassi             | Paesi Bassi | 4          |             |             |        |        |        |
|  | A2                      | Giappone                | 4                       |                         |                         | Giappone                | Giappone    | 16         |             |             |        |        |        |
|  | A2                      | Giappone                | 4                       |                         |                         | Giappone                | Giappone    | 16         |             |             |        |        |        |
|  | B1                      | Taipei cinese           | 3                       |                         |                         |                         |             |            |             |             |        |        |        |
|  | B1                      | Taipei cinese           | 3                       |                         |                         |                         |             |            |             |             |        |        |        |
|  |                         |                         |                         | Giappone                | Giappone                | 10                      |             |            |             |             |        |        |        |
|  |                         |                         |                         | Giappone                | Giappone                | 10                      |             |            |             |             |        |        |        |
|  | 1º turno di ripescaggio | 1º turno di ripescaggio | 1º turno di ripescaggio | 2º turno di ripescaggio | 2º turno di ripescaggio | 2º turno di ripescaggio |             |            | Paesi Bassi | Paesi Bassi | 6      |        |        |
|  | 1º turno di ripescaggio | 1º turno di ripescaggio | 1º turno di ripescaggio | 2º turno di ripescaggio | 2º turno di ripescaggio | 2º turno di ripescaggio |             |            | Paesi Bassi | Paesi Bassi | 6      |        |        |
|  |                         |                         |                         |                         |                         |                         |             |            |             |             |        |        |        |
|  |                         |                         |                         |                         |                         |                         |             |            |             |             |        |        |        |
|  | Cuba                    | Cuba                    | 14                      | Cuba                    | Cuba                    | 6                       |             |            |             |             |        |        |        |
|  | Cuba                    | Cuba                    | 14                      | Cuba                    | Cuba                    | 6                       |             |            |             |             |        |        |        |
|  | Taipei cinese           | Taipei cinese           | 0                       |                         |                         | Paesi Bassi             | Paesi Bassi | 7          |             |             |        |        |        |
|  | Taipei cinese           | Taipei cinese           | 0                       |                         |                         | Paesi Bassi             | Paesi Bassi | 7          |             |             |        |        |        |

### Gruppo 2
|  |                         |                         |                         |                         |                         |                         |                 |            |            |            |        |        |        |
|  | Quarti di finale        | Quarti di finale        | Quarti di finale        |                         |                         | Semifinale              | Semifinale      | Semifinale |            |            | Finale | Finale | Finale |
|  | Quarti di finale        | Quarti di finale        | Quarti di finale        |                         |                         | Semifinale              | Semifinale      | Semifinale |            |            | Finale | Finale | Finale |
|  |                         |                         |                         |                         |                         |                         |                 |            |            |            |        |        |        |
|  |                         |                         |                         |                         |                         |                         |                 |            |            |            |        |        |        |
|  | C2                      | Porto Rico              | 1                       |                         |                         |                         |                 |            |            |            |        |        |        |
|  | C2                      | Porto Rico              | 1                       |                         |                         |                         |                 |            |            |            |        |        |        |
|  | D1                      | Stati Uniti             | 7                       |                         |                         | Stati Uniti             | Stati Uniti     | 1          |            |            |        |        |        |
|  | D1                      | Stati Uniti             | 7                       |                         |                         | Stati Uniti             | Stati Uniti     | 1          |            |            |        |        |        |
|  | D2                      | Italia                  | 4                       |                         |                         | Rep. Dominicana         | Rep. Dominicana | 3          |            |            |        |        |        |
|  | D2                      | Italia                  | 4                       |                         |                         | Rep. Dominicana         | Rep. Dominicana | 3          |            |            |        |        |        |
|  | C1                      | Rep. Dominicana         | 5                       |                         |                         |                         |                 |            |            |            |        |        |        |
|  | C1                      | Rep. Dominicana         | 5                       |                         |                         |                         |                 |            |            |            |        |        |        |
|  |                         |                         |                         | Rep. Dominicana         | Rep. Dominicana         | 2                       |                 |            |            |            |        |        |        |
|  |                         |                         |                         | Rep. Dominicana         | Rep. Dominicana         | 2                       |                 |            |            |            |        |        |        |
|  | 1º turno di ripescaggio | 1º turno di ripescaggio | 1º turno di ripescaggio | 2º turno di ripescaggio | 2º turno di ripescaggio | 2º turno di ripescaggio |                 |            | Porto Rico | Porto Rico | 0      |        |        |
|  | 1º turno di ripescaggio | 1º turno di ripescaggio | 1º turno di ripescaggio | 2º turno di ripescaggio | 2º turno di ripescaggio | 2º turno di ripescaggio |                 |            | Porto Rico | Porto Rico | 0      |        |        |
|  |                         |                         |                         |                         |                         |                         |                 |            |            |            |        |        |        |
|  |                         |                         |                         |                         |                         |                         |                 |            |            |            |        |        |        |
|  | Porto Rico              | Porto Rico              | 4                       | Porto Rico              | Porto Rico              | 4                       |                 |            |            |            |        |        |        |
|  | Porto Rico              | Porto Rico              | 4                       | Porto Rico              | Porto Rico              | 4                       |                 |            |            |            |        |        |        |
|  | Italia                  | Italia                  | 3                       |                         |                         | Stati Uniti             | Stati Uniti     | 3          |            |            |        |        |        |
|  | Italia                  | Italia                  | 3                       |                         |                         | Stati Uniti             | Stati Uniti     | 3          |            |            |        |        |        |

## Fase finale
|  | Semifinali | Semifinali      | Semifinali      |                 |            | Finale     | Finale | Finale |  |
|  |            |                 |                 |                 |            |            |        |        |  |
|  | B2         | Porto Rico      | 3               |                 |            |            |        |        |  |
|  | B2         | Porto Rico      | 3               |                 |            |            |        |        |  |
|  | A1         | Giappone        | 1               |                 |            |            |        |        |  |
|  | A1         | Giappone        | 1               |                 | Porto Rico | Porto Rico | 0      |        |  |
|  |            |                 |                 |                 | Porto Rico | Porto Rico | 0      |        |  |
|  |            |                 | Rep. Dominicana | Rep. Dominicana | 3          |            |        |        |  |
|  | A2         | Paesi Bassi     | Rep. Dominicana | Rep. Dominicana | 3          | 1          |        |        |  |
|  | A2         | Paesi Bassi     |                 |                 |            |            |        |        |  |
|  | B1         | Rep. Dominicana | 4               |                 |            |            |        |        |  |

## Team All-World Baseball Classic 2013
Nota: Il giocatore più valutato era Robinson Canó.
| Posizione | Giocatore         |
| --------- | ----------------- |
| C         | Yadier Molina     |
| 1B        | Edwin Encarnación |
| 2B        | Robinson Canó     |
| 3B        | David Wright      |
| SS        | José Reyes        |
| OF        | Nelson Cruz       |
| OF        | Ángel Pagán       |
| OF        | Michael Saunders  |
| DH        | Hirokazu Ibata    |
| P         | Nelson Figueroa   |
| P         | Kenta Maeda       |
| P         | Fernando Rodney   |

## Trasmissione
MLB Network è stata annunciata come emittente in lingua inglese dei tornei 2013 e 2017. ESPN Deportes forniva la copertura in lingua spagnola e ESPN Radio aveva i diritti audio.
Sportsnet era l'emittente in Canada e ESPN America nel Regno Unito, Irlanda e in altre parti d'Europa.